# Sigismund von Salmuth
Georg-Sigismund Freiherr von Salmuth (* 20. August 1928 in Leipzig oder Hamburg; † 4. August 2018 in Heidelberg) war ein deutscher Industrieller.

## Familie
Sigismund Freiherr von Salmuth stammte aus der einflussreichen und vermögenden Völklinger Familie Röchling, die seit Mitte des 19. Jahrhunderts einen Stahl- und Rüstungskonzern beherrschte. Sigismund von Salmuths Mutter Alwine von Salmuth, geborene Röchling, war eine Nachfahrin der Industriellen Carl Röchling sowie Conte Giorgio Giulini. Sein Vater Curt Freiherr von Salmuth leitete damals die Leipziger Niederlassung der Röchling-Gruppe.
Von Salmuth ist zudem ein direkter Nachfahre des zweiten Superintendenten Leipzigs, Heinrich Salmuth (1522–1576). Dieser war der Schwiegersohn des ersten Superintendenten an der Leipziger Thomaskirche nach Einführung der Reformation, Johann Pfeffinger (1494–1573). Der Mannheimer Handelskammerpräsident Philipp Diffené (1833–1903) war sein Ururgroßvater, ebenso wie der Bildhauer Ernst Rietschel (1804–1861). Sein Urgroßvater war dessen Sohn Hermann Rietschel (1847–1914), der als Begründer der Heiz- und Luftraumtechnik gilt. Sigismund von Salmuth war verheiratet mit Anita von Salmuth, geborene Rötger, und Vater von drei Kindern. Er lebte zuletzt in Heidelberg.

## Leben
Salmuths Eltern zogen 1933 nach Heidelberg. Dort legte Sigismund von Salmuth sein Abitur ab und begann ein Studium der Physik, der Chemie und der Wirtschaftswissenschaften an den Universitäten Heidelberg und Göttingen. Er schloss 1958 mit dem Staatsexamen in Göttingen als Diplom-Physiker bzw. 1962 sein Wirtschaftswissenschaftliches Studium ab.
Im Jahr 1962 begann er bei der Gebrüder Giulini GmbH in Ludwigshafen zu arbeiten. Dort war er später Geschäftsführer, sowie in der Leitung der Röchling Gruppe, wo er 1984 Vorsitzender des Beirates und des Familienrates wurde. Er war von 1977 bis 2002 Aufsichtsratsvorsitzender der Aluminium-Werke Wutöschingen sowie ab 1978 auch Geschäftsführer der König Metallveredlung GmbH in Lauchringen.